# Таше де ла Пажери, Жозеф-Гаспар
Жозеф-Гаспар де Таше де ла Пажери (фр. Joseph-Gaspard de Tascher de La Pagerie; 5 июля 1735, Мартиника — 6 июня 1790, Мартиника) — французский офицер и колониальный плантатор, отец императрицы Жозефины Богарне. 

## Биография
Родился в 1735 году на острове Мартиника в Вест-Индии, который до сих пор принадлежит Франции, в дворянской семье, переселившейся на остров из метрополии в 1726 году. В ходе Семилетней войны участвовал в боевых действиях на Мартинике и Гваделупе, и, по некоторым данным, был награждён орденом Святого Людовика.
После смерти отца унаследовал плантацию Ла-Пажери на Мартинике, на которой выращивались чай и сахарный тростник, и 50 чернокожих рабов. 
Был женат на дочери другого местного плантатора от брака с которой имел троих дочерей: 
1. Мария-Роза-Жозефа (Жозефина; 1763—1814) — в первом браке —супруга дивизионного генерала виконта Александра де Богарне, во втором браке — супруга Наполеона Бонапарта, императрица Франции.
2. Катрин-Дезире (1764—1778) — славилась красотой. Первоначально именно она должна была стать супругой Александра де Богарне, однако, из-за её ранней кончины замуж за него вышла старшая сестра, Жозефина.
3. Мари-Франсуаза (1766—1790) — была названа в честь бабушки по отцу. Скончалась незамужней.

Также Жозеф-Гаспар имел брата, сын которого, кузен Жозефины, получил от Наполеона чин бригадного генерала. 
Кроме того, предполагается, что отец Жозефины имел ряд внебрачных детей от своих рабынь, которым дал вольную и которые в дальнейшем именовались «свободными цветными». 
Скончался на Мартинике в 1790 году.